# بيل ستولينغز
بيل ستولينغز (بالإنجليزية: Bill Stallings)‏ هو لاعب كرة قدم أمريكي في مركز الهجوم، ولد في 20 ديسمبر 1962 في سانت لويس في الولايات المتحدة، وتوفي في 12 أغسطس 2010 في ويبستر غروفز في الولايات المتحدة. لعب مع Fort Wayne Flames ‏.